# I liga polska w piłce siatkowej kobiet (1983/1984)
I liga polska w piłce siatkowej kobiet 1983/1984 – 48. edycja rozgrywek o mistrzostwo polski w piłce siatkowej kobiet.

## Drużyny uczestniczące
| | I liga 1983/1984       |   |      |
| --- | ---------------------- | - | ---- |
| ŁÓD | ŁKS Łódź               | 1 | PEMK |
| SŁU | Czarni Słupsk          | 2 |      |
| MIL | Płomień Milowice       | 3 |      |
| ŁÓD | Start Łódź             | 4 | PEZP |
| KRA | Wisła Kraków           | 5 |      |
| BIE | BKS Stal Bielsko-Biała | 6 |      |
| GDA | Spójnia Gdańsk         | 7 |      |
| RAD | Radomka Radom          | 8 |      |
| | Awans z II ligi        |   |      |
| WRO | Gwardia Wrocław        |   |      |
| GDA | Gedania Gdańsk         |   |      |
| Oznaczenia: - kolumna pierwsza – skróty nazw drużyn wpisane na mapie (jeśli ta została zamieszczona), - kolumna trzecia – miejsce zajęte przez daną drużynę w poprzednim sezonie. |                        |   |      |

## Rozgrywki

### Runda zasadnicza
Tabela
| Lp. | Drużyna                | Pkt | Mecze | Mecze | Mecze | Sety | Sety | Sety  |
| Lp. | Drużyna                | Pkt | M     | W     | P     | wyg. | prz. | ratio |
| --- | ---------------------- | --- | ----- | ----- | ----- | ---- | ---- | ----- |
| 1   | Czarni Słupsk          | 34  | 18    | 16    | 2     | 50   | 12   | 4.167 |
| 2   | Wisła Kraków           | 33  | 18    | 15    | 3     | 50   | 16   | 3.125 |
| 3   | Start Łódź             | 30  | 18    | 12    | 6     | 40   | 25   | 1.600 |
| 4   | Płomień Milowice       | 30  | 18    | 12    | 6     | 40   | 28   | 1.429 |
| 5   | ŁKS Łódź               | 29  | 18    | 11    | 7     | 39   | 29   | 1.345 |
| 6   | Gwardia Wrocław        | 25  | 18    | 7     | 11    | 26   | 39   | 0.667 |
| 7   | Spójnia Gdańsk         | 24  | 18    | 6     | 12    | 24   | 39   | 0.615 |
| 8   | BKS Stal Bielsko-Biała | 23  | 18    | 5     | 13    | 22   | 42   | 0.524 |
| 9   | Radomka Radom          | 22  | 18    | 4     | 14    | 18   | 46   | 0.391 |
| 10  | Gedania Gdańsk         | 20  | 18    | 2     | 16    | 16   | 49   | 0.327 |

     grupa mistrzowska
     grupa spadkowa

### Grupa mistrzostwa
Tabela
| Lp. | Drużyna           | Pkt | Mecze | Mecze | Mecze | Sety | Sety | Sety  |
| Lp. | Drużyna           | Pkt | M     | W     | P     | wyg. | prz. | ratio |
| --- | ----------------- | --- | ----- | ----- | ----- | ---- | ---- | ----- |
| 1   | TS Wisła Kraków   | 55  | 30    | 25    | 5     | 81   | 28   | 2.893 |
| 2   | Czarni Słupsk     | 52  | 30    | 22    | 8     | 74   | 33   | 2.242 |
| 3   | Płomień Sosnowiec | 47  | 30    | 17    | 13    | 58   | 55   | 1.055 |
| 4   | Start Łódź        | 45  | 30    | 15    | 15    | 56   | 54   | 1.037 |

     Mistrz Polski

### Grupa spadkowa
Tabela
| Lp. | Drużyna            | Pkt | Mecze | Mecze | Mecze | Sety | Sety | Sety  |
| Lp. | Drużyna            | Pkt | M     | W     | P     | wyg. | prz. | ratio |
| --- | ------------------ | --- | ----- | ----- | ----- | ---- | ---- | ----- |
| 5   | ŁKS Łódź           | 49  | 28    | 21    | 7     | 69   | 38   | 1.816 |
| 6   | Gwardia Wrocław    | 40  | 28    | 12    | 16    | 41   | 58   | 0.707 |
| 7   | Spójnia Gdańsk     | 38  | 28    | 10    | 18    | 41   | 58   | 0.707 |
| 8   | Stal Bielsko-Biała | 38  | 28    | 10    | 18    | 40   | 61   | 0.656 |
| 9   | Radomka Radom      | 37  | 28    | 9     | 19    | 36   | 66   | 0.545 |
| 10  | Gedania Gdańsk     | 31  | 28    | 3     | 25    | 28   | 78   | 0.359 |

     spadek do II ligi

## Klasyfikacja końcowa
| Miejsce | Drużyna                |
| ------- | ---------------------- |
| 1.      | Wisła Kraków           |
| 2.      | Czarni Słupsk          |
| 3.      | Płomień Milowice       |
| 4.      | Start Łódź             |
| 5.      | ŁKS Łódź               |
| 6.      | Gwardia Wrocław        |
| 7.      | Spójnia Gdańsk         |
| 8.      | BKS Stal Bielsko-Biała |
| 9.      | Radomka Radom          |
| 10.     | Gedania Gdańsk         |

     spadek do II ligi